# Amorphophallus julaihii
Amorphophallus julaihii är en kallaväxtart som beskrevs av Ipor, Tawan och Peter Charles Boyce. Amorphophallus julaihii ingår i släktet Amorphophallus och familjen kallaväxter. Inga underarter finns listade.